# Kandidatenturnier Amsterdam 1956

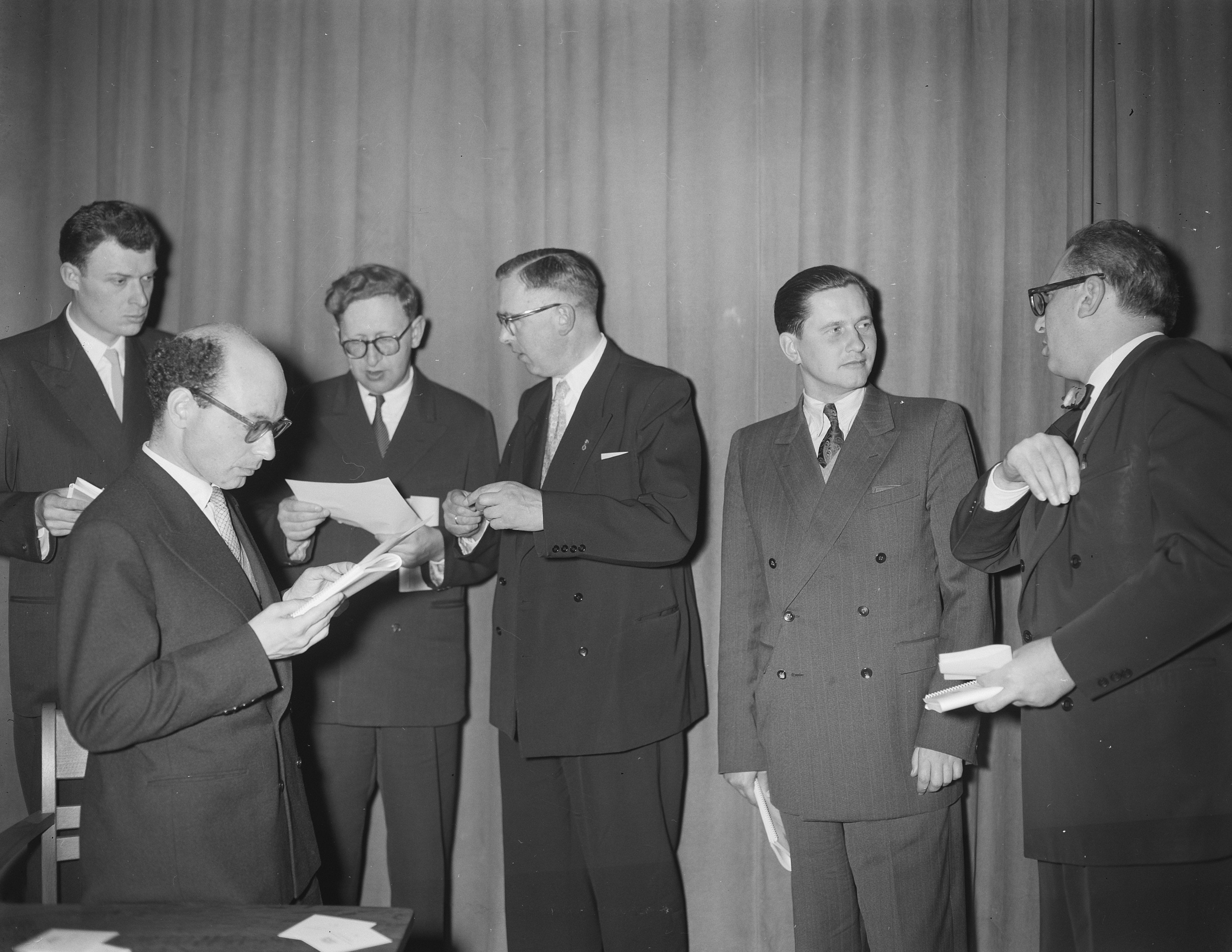
Amsterdam 1956

Das Kandidatenturnier Amsterdam 1956 war das dritte Kandidatenturnier des Schachweltverbandes FIDE, das den Herausforderer des Schachweltmeisters ermittelte. Das doppelrundige Turnier fand vom 27. März bis 1. Mai in Amsterdam mit zehn Teilnehmern statt.
Neben dem unterlegenen Finalisten der Schachweltmeisterschaft 1954, Wassili Smyslow, nahmen diejenigen Spieler teil, die sich beim Interzonenturnier Göteborg 1955 qualifiziert hatten (Ränge eins bis neun). Wie schon beim Kandidatenturnier 1953 siegte Smyslow und erspielte sich damit erneut das Recht, Weltmeister Michail Botwinnik in einem Titelkampf herauszufordern.

## Abschlusstabelle
|     | Name             | 1 | 1 | 2 | 2 | 3 | 3 | 4 | 4 | 5 | 5 | 6 | 6 | 7 | 7 | 8 | 8 | 9 | 9 | 10 | 10 | Punkte |
| --- | ---------------- | - | - | - | - | - | - | - | - | - | - | - | - | - | - | - | - | - | - | -- | -- | ------ |
| 1   | Wassili Smyslow  |   |   | ½ | ½ | ½ | 1 | 1 | 1 | ½ | ½ | ½ | ½ | 0 | ½ | 1 | ½ | ½ | 1 | ½  | 1  | 11½    |
| 2   | Paul Keres       | ½ | ½ |   |   | ½ | 1 | ½ | ½ | ½ | ½ | ½ | ½ | ½ | ½ | 1 | ½ | ½ | 0 | 1  | ½  | 10     |
| 3–7 | David Bronstein  | ½ | 0 | ½ | 0 |   |   | ½ | 1 | 1 | ½ | ½ | ½ | ½ | 0 | ½ | ½ | 1 | ½ | ½  | 1  | 9½     |
| 3–7 | Efim Geller      | 0 | 0 | ½ | ½ | ½ | 0 |   |   | 1 | 0 | ½ | 0 | 1 | ½ | ½ | 1 | 1 | 1 | 1  | ½  | 9½     |
| 3–7 | Tigran Petrosjan | ½ | ½ | ½ | ½ | 0 | ½ | 0 | 1 |   |   | ½ | ½ | ½ | ½ | ½ | ½ | 1 | ½ | 1  | ½  | 9½     |
| 3–7 | László Szabó     | ½ | ½ | ½ | ½ | ½ | ½ | ½ | 1 | ½ | ½ |   |   | 1 | ½ | ½ | ½ | 0 | ½ | 0  | 1  | 9½     |
| 3–7 | Boris Spasski    | 1 | ½ | ½ | ½ | ½ | 1 | 0 | ½ | ½ | ½ | 0 | ½ |   |   | ½ | ½ | ½ | ½ | ½  | 1  | 9½     |
| 8–9 | Óscar Panno      | 0 | ½ | 0 | ½ | ½ | ½ | ½ | 0 | ½ | ½ | ½ | ½ | ½ | ½ |   |   | 0 | 1 | 1  | ½  | 8      |
| 8–9 | Miroslav Filip   | ½ | 0 | ½ | 1 | 0 | ½ | 0 | 0 | 0 | ½ | 1 | ½ | ½ | ½ | 1 | 0 |   |   | ½  | 1  | 8      |
| 10  | Herman Pilnik    | ½ | 0 | 0 | ½ | ½ | 0 | 0 | ½ | 0 | ½ | 1 | 0 | ½ | 0 | 0 | ½ | ½ | 0 |    |    | 5      |